# Kaple Panny Marie Pomocné (Přední Paště)

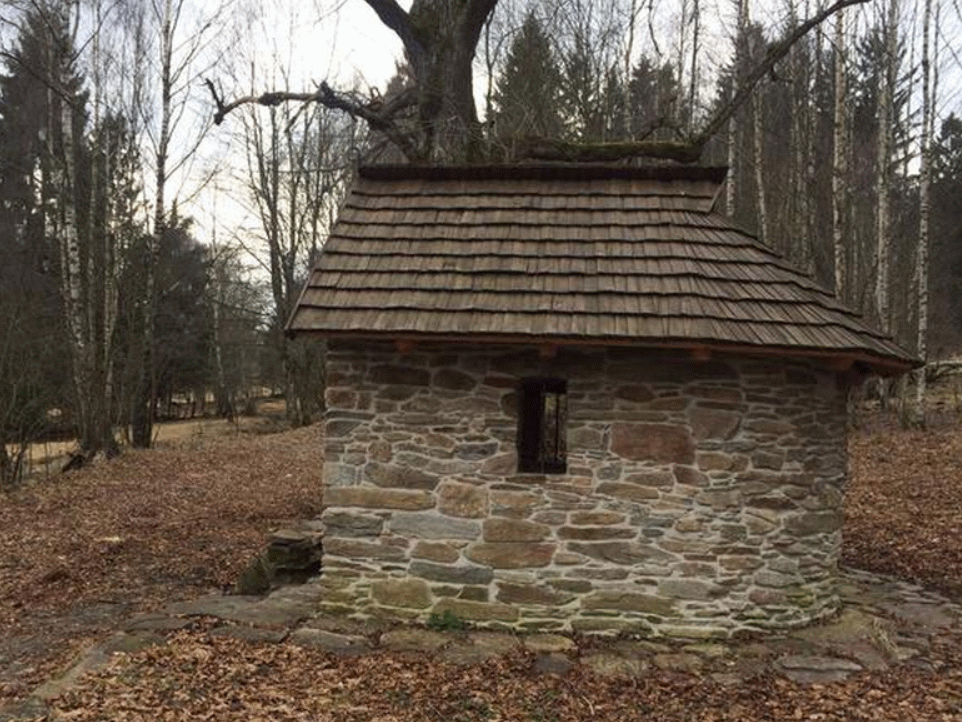
Obnovená kaple Panny Marie Pomocné na Předních Paštích (podzim 2018)

Hornická kaple Panny Marie Pomocné v místě již zaniklé osady Přední Paště spadá do katastru šumavské obce Hartmanice v okrese Klatovy v Plzeňském kraji.

## Historie
V oblasti nedaleko od kapličky se již od 14. století těžilo ve štolách v dolu svaté Panny Doroty zlato. Původní dřevěná kaplička sloužila horníkům k modlitbě za ochranu životů při pobytu v hlubinách země jakož i za štěstí při hledání dalších zlatých žil. Na místě zchátralé dřevěné kapličky byla později zbudována nová kamenná kaplička zasvěcená Panně Marii Pomocné, která zde stála až do 50. let 20. století. Vojenský výcvikový prostor, jenž pohltil toto území, znamenal definitivní konec existence této kapličky. Na jejím místě byla postavena (a dokončena v roce 2011) dobrovolníky nová kamenná kaplička. Ta byla slavnostně vysvěcena v roce 2012 za účasti několik set poutníků z obou stran Šumavy.

## Přístup
Kaplička Panny Marie Pomocné u Předních Paští se nachází v nadmořské výšce 785 m na zeleně značené veřejně přístupné turistické trase vedoucí z Prášil po vrstevnici zařízlé ve východním svahu šumavské Slunečné (996 m n. m.), přes dnes již zaniklou obec Stodůlky v údolí řeky Křemelné, pokračující jižními partiemi svahů hory Křemelná (1 125 m n. m.) (vysoko nad údolím řeky Křemelné), přes oblasti Zadních Paští, Prostředních Paští a Předních Paští, kde vede v těsné blízkosti kolem kapličky. Značená (zelená) cesta dále pokračuje přes oblast zvanou Paštěcký most, aby sestoupila (z vrstevnice 800 m) do nadmořské výšky 600 m k řece Otavě. Tu přetíná na vodním kilometru 110,3 pomocí Paštětského mostu a napojuje se u silnice na červeně značenou turistickou trasu vedoucí severojižním směrem (údolím řeky Otavy) k Čeňkově pile.